# Copa espanyola d'hoquei sobre patins masculina 2011
La seixanta-vuitena edició de la Copa espanyola d'hoquei patins masculina es disputà a la Ciutat Esportiva de Blanes (la Selva) entre el 24 i el 27 de febrer de 2011.
Al migdia del 18 de gener s'efectuà el sorteig del torneig a la Casa de Cultura dels Padrets de Blanes.

## Participants
Els equips classificats com a caps de sèrie tenen un estel daurat al lateral ().
| Equips | Equips                 |
| ------ | ---------------------- |
|        | Barcelona Sorli Discau |
|        | Coinasa Liceo          |
|        | Moritz Vendrell        |
|        | Noia Freixenet         |
|        | Tecnol Reus Deportiu   |
|        | Sather Blanes          |
|        | Roncato Vic            |
|        | Club Patí Vilanova     |

## Resultats
Els horaris corresponen a l'hora d'hivern dels Països Catalans (zona horària: UTC+1).
|  | Quarts de final                                  | Quarts de final                                  |                                                  |   | Semifinals | Semifinals |  |  | Final | Final |
|  |                                                  |                                                  |                                                  |   |            |            |  |  |       |       |
|  | 24 de febrer - Blanes Ciutat Esportiva de Blanes |                                                  |                                                  |   |            |            |  |  |       |       |
|  |                                                  |                                                  |                                                  |   |            |            |  |  |       |       |
|  | Barcelona Sorli Discau                           | 6                                                |                                                  |   |            |            |  |  |       |       |
|  | Barcelona Sorli Discau                           | 6                                                | 26 de febrer - Blanes Ciutat Esportiva de Blanes |   |            |            |  |  |       |       |
|  | CP Vilanova                                      | 1                                                |                                                  |   |            |            |  |  |       |       |
|  | CP Vilanova                                      | 1                                                | Barcelona Sorli Discau                           | 4 |            |            |  |  |       |       |
|  | 24 de febrer - Blanes Ciutat Esportiva de Blanes |                                                  | Barcelona Sorli Discau                           | 4 |            |            |  |  |       |       |
|  |                                                  | Coinasa Liceo                                    | 1                                                |   |            |            |  |  |       |       |
|  | Coinasa Liceo                                    | Coinasa Liceo                                    | 1                                                | 3 |            |            |  |  |       |       |
|  | Coinasa Liceo                                    |                                                  | 27 de febrer - Blanes Ciutat Esportiva de Blanes | 3 |            |            |  |  |       |       |
|  | Sather Blanes                                    | 2                                                |                                                  |   |            |            |  |  |       |       |
|  | Sather Blanes                                    | 2                                                | Barcelona Solri Discau                           | 4 |            |            |  |  |       |       |
|  | 25 de febrer - Blanes Ciutat Esportiva de Blanes |                                                  | Barcelona Solri Discau                           | 4 |            |            |  |  |       |       |
|  |                                                  | Tecnol Reus Deportiu                             | 2                                                |   |            |            |  |  |       |       |
|  | Tecnol Reus Deportiu                             | Tecnol Reus Deportiu                             | 2                                                | 6 |            |            |  |  |       |       |
|  | Tecnol Reus Deportiu                             | 26 de febrer - Blanes Ciutat Esportiva de Blanes |                                                  | 6 |            |            |  |  |       |       |
|  | Noia Freixenet                                   | 3                                                |                                                  |   |            |            |  |  |       |       |
|  | Noia Freixenet                                   | 3                                                | Tecnol Reus Deportiu                             | 6 |            |            |  |  |       |       |
|  | 25 de febrer - Blanes Ciutat Esportiva de Blanes |                                                  | Tecnol Reus Deportiu                             | 6 |            |            |  |  |       |       |
|  |                                                  | Roncato Vic                                      | 4                                                |   |            |            |  |  |       |       |
|  | Roncato Vic                                      | Roncato Vic                                      | 4                                                | 3 |            |            |  |  |       |       |
|  | Roncato Vic                                      |                                                  |                                                  | 3 |            |            |  |  |       |       |
|  | Moritz Vendrell                                  | 2                                                |                                                  |   |            |            |  |  |       |       |
|  | Moritz Vendrell                                  | 2                                                |                                                  |   |            |            |  |  |       |       |

### Quarts de final
| 24 de febrer de 2011 18:00                                          |       |             |                                                                                               |
| Barcelona Sorli Discau                                              | 6-1   | CP Vilanova | Ciutat Esportiva de Blanes Àrbitres: O. Valverde i J.J. Prades Assistència: 1.400 espectadors |
| Panadero 5' Borregán 14', 31' Reinaldo 34' López 40' (fd) Torra 43' | [ 3 ] | Ferrer 38'  | Ciutat Esportiva de Blanes Àrbitres: O. Valverde i J.J. Prades Assistència: 1.400 espectadors |

| 24 de febrer de 2011 20:00    |       |                                 |                                                                                         |
| Coinasa Liceo                 | 3-2   | Sather Blanes                   | Ciutat Esportiva de Blanes Àrbitres: J. Gómez i L. Delfa Assistència: 1.200 espectadors |
| Álvarez 15' Bargalló 15', 45' | [ 4 ] | A. Ridaura 10' Armengol 37' (p) | Ciutat Esportiva de Blanes Àrbitres: J. Gómez i L. Delfa Assistència: 1.200 espectadors |

| 25 de febrer de 2011 19:30                     |       |                               |                                                                                             |
| Tecnol Reus Deportiu                           | 6-3   | Noia Freixenet                | Ciutat Esportiva de Blanes Àrbitres: F.J. García i J. Molina Assistència: 1.500 espectadors |
| Molet 3' (p) Caldú 5', 42' Marín 13', 47', 49' | [ 5 ] | Bargalló 9', 43' Del Amor 33' | Ciutat Esportiva de Blanes Àrbitres: F.J. García i J. Molina Assistència: 1.500 espectadors |

| 25 de febrer de 2011 21:30           |       |                       |                                                                                         |
| Roncato Vic                          | 3-2   | Moritz Vendrell       | Ciutat Esportiva de Blanes Àrbitres: A. Gómez i J. López Assistència: 1.400 espectadors |
| Bancells 16' Masoliver 30' López 45' | [ 6 ] | Rodríguez 8', 48' (p) | Ciutat Esportiva de Blanes Àrbitres: A. Gómez i J. López Assistència: 1.400 espectadors |

### Semifinals
| 26 de febrer de 2011 20:00                   |       |               |                                                                                         |
| Barcelona Sorli Discau                       | 4-1   | Coinasa Liceo | Ciutat Esportiva de Blanes Àrbitres: A. Gómez i X. Galán Assistència: 1.300 espectadors |
| Panadero 7' Borregán 9', 20'(p) Torra 34'(p) | [ 7 ] | Lamas 38'     | Ciutat Esportiva de Blanes Àrbitres: A. Gómez i X. Galán Assistència: 1.300 espectadors |

| 26 de febrer de 2011 22:00                              |       |                                          |                                                                                            |
| Tecnol Reus Deportiu                                    | 6-4   | Roncato Vic                              | Ciutat Esportiva de Blanes Àrbitres: J. Gómez i G. Sandoval Assistència: 1.400 espectadors |
| Gual 4' Marín 16', 42'(fd) Molet 23', 49' Casanovas 46' | [ 8 ] | Masoliver 19' Ordóñez 29', 33' López 39' | Ciutat Esportiva de Blanes Àrbitres: J. Gómez i G. Sandoval Assistència: 1.400 espectadors |

### Final
| 27 de febrer de 2011 15:30                   |       |                      |                                                                                             |
| Barcelona Sorli Discau                       | 4-2   | Tecnol Reus Deportiu | Ciutat Esportiva de Blanes Àrbitres: O. Valverde i F. García Assistència: 1.500 espectadors |
| Ordeig 7' Borregán 26' Torra 32' D. Páez 41' | [ 9 ] | Marín 15', 31'       | Ciutat Esportiva de Blanes Àrbitres: O. Valverde i F. García Assistència: 1.500 espectadors |

| Campió BARCELONA SORLI DISCAU |

## Màxims golejadors
| Jugador            | Equip                  | Gols |
| ------------------ | ---------------------- | ---- |
| Raül Marín         | Tecnol Reus Deportiu   | 7    |
| Alberto Borregán   | Barcelona Sorli Discau | 5    |
| Jordi Molet        | Tecnol Reus Deportiu   | 3    |
| Marc Torra         | Barcelona Sorli Discau | 3    |
| Jordi Bargalló     | Coinasa Liceo          | 2    |
| Francesc Bargalló  | Noia Freixenet         | 2    |
| Xavier Caldú       | Tecnol Reus Deportiu   | 2    |
| Borja López        | Roncato Vic            | 2    |
| Miquel Masoliver   | Roncato Vic            | 2    |
| Lucas Ordóñez      | Roncato Vic            | 2    |
| Sergi Panadero     | Barcelona Sorli Discau | 2    |
| Cristian Rodríguez | Moritz Vendrell        | 2    |

## Premis
- Millor jugador (premi Òptica Muralla): Aitor Egurrola (Barcelona Sorli Discau)[10]
- Màxim golejador: Raül Marín (Tecnol Reus Deportiu)